# 单脉虎耳草
单脉虎耳草（学名：Saxifraga rufescens var. uninervata）为虎耳草科虎耳草属下的一个变种。

## 扩展阅读
- 維基物種上的相關：单脉虎耳草